# Štefan Bíro
Štefan Bíro (12. dubna 1913 Žilina – 14. března 1954) byl československý fotbalista, záložník, reprezentant Československa.

## Sportovní kariéra
Za československou reprezentaci odehrál jediné utkání, v záloze 3. března 1938 si zahrál v zápase proti Švýcarsku, které skončilo prohrou 0:4.
Hrál za SK Náchod (1935–36), ŠK Baťa Zlín (1936–1939) a Slovan Bratislava (1939–1944).